# Qualificazioni al campionato europeo femminile di calcio 2022 - Fase a gironi, gruppo D
Il gruppo D delle qualificazioni al campionato europeo femminile di calcio 2022 è composto da cinque squadre: Spagna, Rep. Ceca, Polonia, Moldavia e Azerbaigian. La composizione dei sette gruppi di qualificazione della sezione UEFA è stata sorteggiata il 21 febbraio 2019.

## Formula
Le cinque squadre si affrontano in un girone all'italiana con partite di andata e ritorno, per un totale di 8 partite. La squadra prima classificata si qualifica direttamente alla fase finale del torneo, mentre la seconda classificata si qualifica direttamente alla fase finale solo se è tra le migliori tre seconde dei nove gruppi di qualificazione, altrimenti accede ai play-off qualificazione.
In caso di parità di punti tra due o più squadre di uno stesso gruppo, le posizioni in classifica verranno determinate prendendo in considerazione, nell'ordine, i seguenti criteri:
1. maggiore numero di punti negli scontri diretti tra le squadre interessate (classifica avulsa);
2. migliore differenza reti negli scontri diretti tra le squadre interessate (classifica avulsa);
3. maggiore numero di reti segnate negli scontri diretti tra le squadre interessate (classifica avulsa);
4. maggiore numero di reti segnate in trasferta negli scontri diretti tra le squadre interessate (classifica avulsa), valido solo per il turno di qualificazione a gironi;
5. se, dopo aver applicato i criteri dall'1 al 4, ci sono squadre ancora in parità di punti, i criteri dall'1 al 4 si riapplicano alle sole squadre in questione. Se continua a persistere la parità, si procede con i criteri dal 6 all'11;
6. migliore differenza reti;
7. maggiore numero di reti segnate;
8. maggiore numero di reti segnate in trasferta;
9. maggiore numero di vittorie nel girone;
10. maggiore numero di vittorie in trasferta nel girone;
11. classifica del fair play;
12. posizione nel ranking UEFA in fase di sorteggio.

## Classifica
| Pos | Squadra     | Pt | G | V | N | P | GF | GS | DR  |
| --- | ----------- | -- | - | - | - | - | -- | -- | --- |
| 1.  | Spagna      | 22 | 8 | 7 | 1 | 0 | 48 | 1  | +47 |
| 2.  | Rep. Ceca   | 16 | 8 | 5 | 1 | 2 | 24 | 9  | +15 |
| 3.  | Polonia     | 14 | 8 | 4 | 2 | 2 | 16 | 5  | +11 |
| 4.  | Moldavia    | 3  | 8 | 1 | 0 | 7 | 3  | 43 | -40 |
| 5.  | Azerbaigian | 3  | 8 | 1 | 0 | 7 | 2  | 35 | -33 |

## Risultati
| Arbitro: | Jelena Cvetković |

|  |           |                                                                                               |
|  | Marcatori | 28’ (rig.), 38’ Svitková 41’ Bertholdová 48’ Martínková 53’ Cahynová 73’ Stašková 85’ Voňková |

| Arbitro: | Paula Brady |

|                                             |           |  |
| Guijarro 8’ Torrecilla 26’ Bonmatí 54’, 76’ | Marcatori |  |

| Arbitro: | Tess Olofsson |

|             |           |                                                                        |
| Voňková 89’ | Marcatori | 7’ (aut.) Sedláčková 11’ Caldentey 23’ Bonmatí 35’ Paredes 79’ Hermoso |

| Arbitro: | Maria Marotta |

|  |           |                                              |
|  | Marcatori | 36’, 69’ Voňková 60’ Stašková 73’ K. Dubcová |

| Arbitro: | Katalin Sipos |

|                                           |           |               |
| Țabur 24’ Munteanu 50’ (rig.), 62’ (rig.) | Marcatori | 39’ Dorofeeva |

| Lublino 12 novembre 2019, ore 18:00 CET | Polonia       | 0 – 0 referto | Spagna | Arena Lublin (7 528 spett.)\| Arbitro: \| Frida Nielsen \| |
| Arbitro:                                | Frida Nielsen |               |        |                                                            |

| Arbitro: | Lizzy Van Der Helm |

|                                                |           |  |
| Sikora 9’ Pajor 27’, 34’, 86’ Daleszczyk 45+2’ | Marcatori |  |

| Arbitro: | Cristina Trandafir |

|  |           |                                                   |
|  | Marcatori | 19’, 90+1’ Pajor 44’, 90+3’ Sikora 90’ Tarczyńska |

| Chomutov 18 settembre 2020, ore 18:15 CEST | Rep. Ceca      | 0 – 0 referto | Polonia | Letní stadion (0 spett.)\| Arbitro: \| Shona Shukrula \| |
| Arbitro:                                   | Shona Shukrula |               |         |                                                          |

| Arbitro: | Jelena Pejkovic |

|  |           | |
|  | Marcatori | 6’, 38’ L. García 10’ (aut.) Sivolobova 27’, 53’, 81’ (rig.) Caldentey 35’ Hermoso 40’ Redondo 76’ Guijarro |

| Arbitro: | Iuliana Demetrescu |

|  |           |                             |
|  | Marcatori | 29’ Stašková 71’ K. Dubcová |

| Arbitro: | Tanja Subotič |

|                                  |           |  |
| Mesjasz 41’ Zawistowska 47’, 65’ | Marcatori |  |

| Arbitro: | Sara Persson |

|                                                   |           |  |
| González 1’ Guijarro 25’ Bonmatí 34’ Putellas 53’ | Marcatori |  |

| Arbitro: | Ivana Projkovska |

|  |           |                                             |
|  | Marcatori | 16’ Dudek 40’ (rig.) Achcińska 71’ Kopińska |

| Arbitro: | Eszter Urbán |

|                                                |           |  |
| Cahynová 27’ Krejčiříková 52’ Szewieczková 27’ | Marcatori |  |

| Arbitro: | Shona Shukrula |

| |           |  |
| Bonmatí 7’, 30’ Hermoso 13’, 25’, 87’ (rig.) Caldentey 28’ (rig.) Prisăcari 45+2’ (aut.) Putellas 57’ Guijarro 71’ Navarro 84’ | Marcatori |  |

| Arbitro: | Florence Guillemin |

|                                                                                        |           |  |
| Stašková 14’, 54’ Cahynová 17’ Petříková 26’ Svitková 36’ K. Dubcová 43’ Mrázová 90+3’ | Marcatori |  |

| Arbitro: | Maria Marotta |

|  |           | |
|  | Marcatori | 21’, 24’, 30’, 31’, 87’ González 33’, 43’, 67’, 82’, 90+3’ Hermoso 57’ Caldentey 75’ Navarro 84’ Eizagirre |

| Arbitro: | Iuliana Demetrescu |

|             |           |  |
| Əliyeva 46’ | Marcatori |  |

| Arbitro: | Anastasija Pustovojtova |

|                            |           |  |
| González 24’, 69’ León 87’ | Marcatori |  |

## Statistiche

### Classifica marcatrici
10 reti
- Jennifer Hermoso (1 rig.)

8 reti
- Esther González

6 reti
- Aitana Bonmatí

- Mariona Caldentey (2 rig.)

5 reti
- Ewa Pajor

- Andrea Stašková

4 reti
- Lucie Voňková

- Patricia Guijarro

3 reti
- Aleksandra Sikora
- Klára Cahynová

- Kamila Dubcová

- Kateřina Svitková (1 rig.)

2 reti
- Natalia Munteanu (2 rig.)
- Weronika Zawistowska

- Lucía García
- Eva Navarro

- Alexia Putellas

1 rete
- Aysun Əliyeva
- Alina Dorofeeva
- Carolina Țabur
- Adriana Achcińska (1 rig.)
- Katarzyna Daleszczyk
- Paulina Dudek
- Dominika Kopińska

- Małgorzata Mesjasz
- Agata Tarczyńska
- Petra Bertholdová
- Tereza Krejčiříková
- Lucie Martínková
- Miroslava Mrázová
- Jana Petříková

- Tereza Szewieczková
- Nerea Eizaguirre
- María Pilar León
- Irene Paredes
- Alba Redondo
- Virginia Torrecilla

1 autorete
- Jana Sedláčková (a favore della Spagna)
- Dumitrița Prisăcari (a favore della Spagna)
- Anastasia Sivolobova (a favore della Spagna)